# اتل (بلژیک)
شهر اتل (به فرانسوی: Étalle) در شهرستان ویرتن در استان لوکزامبورگ در منطقه فدرال والوون در کشور بلژیک واقع شده‌است.